# Alestes inferus
Alestes inferus és una espècie de peix de la família dels alèstids i de l'ordre dels caraciformes.

## Morfologia
- Els mascles poden assolir 9,4 cm de longitud total.
- Nombre de vèrtebres: 39-40.[4]

## Hàbitat
És un peix d'aigua dolça i de clima tropical.

## Distribució geogràfica
Es troba a Àfrica: República Democràtica del Congo.